# Porsanger Museum
Porsanger Museum (nordsamiska: Porsáŋggu musea, kvänska: Porsangin museumi)  är ett kommunalt museum i Porsangers kommun, som skildrar samisk, kvänsk och norsk kulturhistoria.  
Porsanger museum låg tidigare i en före detta skolbyggnad i Skoganvarre, men är numera samlokaliserat med Stabbursnes naturreservats Stabbursnes Naturhus- og Museum. Porsanger historie- og museumslag började insamling av föremål år 1969. År 1998 grundades Porsanger Museum som ett lokalt kommunalt museum för Porsanger med omnejd med en samling av omkring 700 föremål och en fotosamling på omkring 1.200 bilder.
Museet ingår som ett av fyra museer i Vest-Finnmark under stiftelsen RiddoDuottarMuseat, vid sidan av Sámiid Vuorká-Dávvirat / De Samiske Samlinger i Karasjok,  Guovdageaidnu gilišillju / Kautokeino bygdetun i Kautokeino och Jáhkovuona mearrasámi musea / Kokelv sjøsamiske museum i Kvalsund kommun.